# Hușceanka, Pidvolociîsk
Hușceanka (în ucraineană Гущанка) este un sat în comuna Terpîlivka din raionul Pidvolociîsk, regiunea Ternopil, Ucraina.

## Demografie
Componența lingvistică a localității Hușceanka
     Ucraineană (100%)
Conform recensământului din 2001, toată populația localității Hușceanka era vorbitoare de ucraineană (100%).